# Quần vợt tại Thế vận hội Mùa hè 2008
Giải quần vợt tại Thế vận hội Mùa hè 2008 diễn ra từ ngày 10 đến ngày 17 tháng 8 năm 2008 tại Trung tâm Quần vợt Công viên Olympic.

## Xếp hạng theo quốc gia
| 1    | Nga (RUS)         | 1 | 1 | 1 | 3  |
| 2    | Tây Ban Nha (ESP) | 1 | 1 | 0 | 2  |
| 3    | Hoa Kỳ (USA)      | 1 | 0 | 1 | 2  |
| 4    | Thụy Sĩ (SUI)     | 1 | 0 | 0 | 1  |
| 5    | Chile (CHI)       | 0 | 1 | 0 | 1  |
| 5    | Thụy Điển (SWE)   | 0 | 1 | 0 | 1  |
| 7    | Trung Quốc (CHN)  | 0 | 0 | 1 | 1  |
| 7    | Serbia (SRB)      | 0 | 0 | 1 | 1  |
| Tổng | Tổng              | 4 | 4 | 4 | 12 |

## Bảng huy chương
| Nội dung | Vàng                                            | Bạc                                                               | Đồng                                 |
| -------- | ----------------------------------------------- | ----------------------------------------------------------------- | ------------------------------------ |
| Đơn nam  | Rafael Nadal · Tây Ban Nha                      | Fernando González · Chile                                         | Novak Djokovic · Serbia              |
| Đôi nam  | Roger Federer · và Stanislas Wawrinka · Thụy Sĩ | Simon Aspelin · và Thomas Johansson · Thụy Điển                   | Bob Bryan · và Mike Bryan · Hoa Kỳ   |
| Đơn nữ   | Elena Dementieva · Nga                          | Dinara Safina · Nga                                               | Vera Zvonareva · Nga                 |
| Đôi nữ   | Serena Williams · và Venus Williams · Hoa Kỳ    | Anabel Medina Garrigues · và Virginia Ruano Pascual · Tây Ban Nha | Yến Tử · và Trịnh Khiết · Trung Quốc |